# Clifford Alexander Jr.
Clifford Alexander Jr. (né le 21 septembre 1933 à New York (État de New York) et mort le 3 juillet 2022 dans la même ville) est un homme politique américain, connu notamment pour son rôle de conseiller de John Fitzgerald Kennedy et Lyndon B. Johnson. 
Participant en coulisses à l’adoption de plusieurs législations majeures comme le Voting Rights Act, il accède par la suite à des rôles politiques de premier plan. Il est, en particulier, la première personne noire à occuper le rôle de secrétaire à l'Armée des États-Unis.

## Biographie

### Enfance et éducation
Clifford Leopold Alexander Jr. naît le 21 septembre 1933 à Harlem. Il est fils unique d'une famille de classe moyenne.
Sa mère, Edith Alexander née McAllister, est une personnalité politique locale, occupant le rôle de conseillère municipale aux droits civiques auprès de plusieurs maires de New York. Elle pourrait avoir été la première femme noire à voter à une convention nationale démocrate, en 1948.
Son père, Clifford Alexander Sr, est jamaïcain. Après avoir émigré aux Etats-Unis en 1918, il devient gérant des Riverton Houses, un large complexe résidentiel détenu par la Metropolitan Life Insurance Company.
Après avoir fréquenté la Fieldston School, un lycée privé du Bronx, Clifford Alexander rejoint l’université Harvard en affaires publiques américaines. Il y est élu premier président noir du conseil des étudiants. Diplômé en 1955, il étudie ensuite à Yale et obtient son diplôme de droit en 1958.

### Carrière
Son diplôme en poche, Clifford Alexander s’engage pendant 6 mois comme soldat dans la garde nationale de New York. Il rejoint le 369e bataillon d'artillerie de campagne, stationné à Fort Dix dans le New Jersey. 
De retour à New York, il devient assistant du district attorney du comté de New York, Frank Hogan, jusqu’en 1961, date à laquelle il devient directeur exécutif de Harlem Youth Opportunities Unlimited, une organisation de lutte contre la pauvreté fondée par Kenneth Clark et Mamie Phipps Clark.

### 1963-1969: une figure-clé des administrations Kennedy et Johnson dans la lutte pour les droits civiques
En 1963, Clifford Alexander rejoint Washington et commence une carrière publique en officier des affaires étrangères au Conseil de sécurité nationale au sein de l’administration Kennedy.
De 1964 à 1967, il devient conseiller du président Johnson. Dans ce rôle, Clifford Alexander contribue à l'élaboration du Voting Rights Act de 1965 et devient le conseiller référent de Johnson en matière de droits civiques. Il participe également au choix de Thurgood Marshall, qui deviendra le premier juge noir à la Cour Suprême, et sert de liaison entre la Maison-Blanche et plusieurs leaders de la lutte pour les des droits civiques, notamment Martin Luther King, Whitney Young, John Lewis, Dorothy Height et Roy Wilkins de la NAACP.

Clifford Alexander (à droite) en compagnie du vice-président Hubert Humphrey et de plusieurs leaders de la lutte pour les droits civiques, parmi lesquels Martin Luther King (au centre).

En 1967, son expérience lui vaut d'être nommé président de la Commission américaine pour l'égalité des chances en matière d'emploi (EEOC) qui enquête sur les pratiques d'embauche des entreprises américaines. 

Il transforme cette agence initialement peu puissante et pourvue de peu de moyens en un acteur central de la lutte contre la discrimination sur le lieu de travail. Il lance notamment des investigations dans les métiers du cinéma, textile, l’industrie pharmaceutique, les entreprises de services publics et les syndicats, et met en évidence la part minuscule de minorités dans les rangs des cadres des grandes entreprises.
“ M. Alexander a été toute sa vie un fervent partisan des promesses du président Lyndon B. Johnson et de sa Grande Société, en particulier de l'idée que le gouvernement pouvait faire beaucoup pour réduire les inégalités raciales et économiques. Il faisait partie de la génération de jeunes leaders noirs qui, dans les années 1960 et 1970, ont fait passer le mouvement des droits civiques de la rue aux rouages du gouvernement fédéral. ”
Il conserve ce poste brièvement lorsque Nixon devient président, affirmant sa volonté de poursuivre sa mission jusqu'en 1972. Néanmoins, confronté à l'absence de soutien de la Maison Blanche et aux attaques du sénateur républicain Everett Dirksen, il se voit contraint de démissionner dès 1969.

#### 1969-1977: retour au privé et candidature malheureuse à Washington
Après son départ, Clifford Alexander rejoint de 1969 à 1976 le cabinet Arnold & Porter dont il devient le premier associé noir. Il y pratique le droit des sociétés et la lutte contre les discriminations. 
Il anime en outre, de 1972 à 1976, une émission télévisée, Cliff Alexander: Black on White, dont il est également coproducteur. Il enseigne également le droit à l'université Howard de 1973 à 1974. 
En 1974, il décide de se présenter à la primaire démocrate pour devenir maire du district de Columbia. Clifford Alexander est initialement perçu comme ayant peu de chances de parvenir à ses fins mais il tire parti de sa jeunesse, de son caractère télégénique et de sa bonne réputation dans le milieu des militants pour les droits civiques. Il met en outre au point de nouvelles méthodes efficaces pour se faire connaître, n'hésitant pas à jouer au basket-ball avec les habitants ou à faire campagne avec sa femme depuis l'arrière d'un pick-up. Un mois avant l'élection, les sondages le donnent en tête à égalité avec le maire sortant, Walter Washington. Clifford Alexander échoue finalement face à ce dernier, à 4 000 voix près - soit 47 % contre 53 %.
En 1975, il devient associé du cabinet d'avocat Verner, Lipfert, Bernhard, McPherson and Alexander.

#### 1977-1981: secrétaire à l'Armée de l'administration Carter

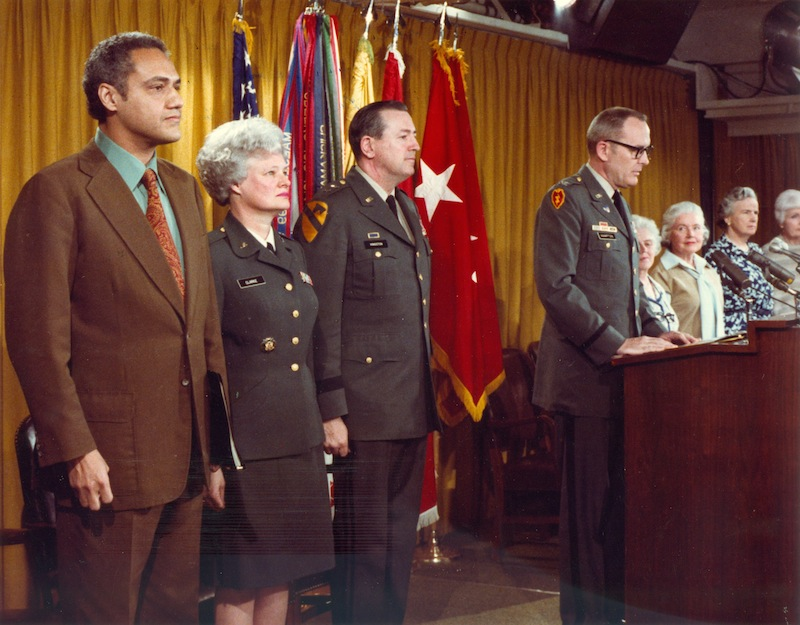
Clifford Alexander (à gauche) aux côtés de Mary E. Clarke lors de la cérémonie de démantèlement du Women's Army Corps en 1978.

En 1977, sous la présidence de Jimmy Carter, Clifford Alexander devient secrétaire à l'Armée. 
Dans ce rôle, il ouvre les portes aux officiers noirs pour qu'ils puissent accéder au grade de général: lorsqu'il quitte son poste, l'armée américaine compte 30 généraux noirs, 5 fois plus qu'à sa prise de fonction.
Au cours de son mandat, il est également confronté à la question de la transition des armées américaines d'un modèle de conscription à celui d'une armée de métier (All-Volunteer Forces), avec un recrutement sur la base du volontariat. Clifford Alexander doit alors faire face à plusieurs critiques, portant notamment sur la qualité des engagés volontaires, la possibilité de maintenir les effectifs nécessaires et les effets sur la capacité d'intervention de l'armée américaine. On attribue à Clifford Alexander un rôle moteur dans l'augmentation du nombre d'unités combattantes, la mise en place de programmes d'amélioration des carrières et d'augmentations de salaire et indemnités au sein de l'armée. Il cherche en outre à accroître les opportunités de carrière pour les femmes.
Clifford Alexander quitte le gouvernement lorsque Ronald Reagan devient président en 1981.

#### Après 1981: une voix influente dans le camp démocrate
Clifford Alexander quitte le gouvernement lorsque Ronald Reagan devient président en 1981. 
Il fonde alors Alexander & Associates, une société qui conseille des entreprises et organisations, notamment la Ligue majeure de baseball, sur le recrutement et l’inclusion des minorités.
Clifford Alexander compte parmi les rares personnalités politiques noires qui critiquent ouvertement la présidence de Bill Clinton, affirmant que son engagement pour les minorités demeurait superficiel et réservé aux moments où cela lui était avantageux sur le plan politique. En 1998, il accuse notamment Clinton d'utiliser la question raciale pour détourner l'attention de l'affaire Lewinsky.
Il compte en revanche parmi les soutiens de Barack Obama, comme conseiller et comme membre de l’équipe de sa campagne victorieuse de 2008. Sa fille, alors professeur de poésie à Yale et amie de longue date des Obama, lit son poème Praise Song for the Day lors de l'investiture présidentielle en 2009.

### Vie privée
En 1959, Clifford Alexander épouse Adele Logan.
Le couple a deux enfants, la poétesse Elizabeth Alexander et l’universitaire Mark Alexander. 